# VisIt
VisIt是一个开源型交互式并行可视化与图形分析工具，用于查看科学数据。利用VisIt，可以可视化二维几何模型以及三维空间结构化和非结构化网格之中所定义的标量场和矢量场。在设计上，VisIt不仅旨在处理规模非常庞大，以太字节来计算的数据集，同时亦可用于处理千字节范围的小型数据集。